# Rahmen-Schwellen-Gleis
Das Rahmen-Schwellen-Gleis ist eine Form des Eisenbahnoberbaus, die einen Kompromiss zwischen Schwellenoberbau und Fester Fahrbahn darstellt.
Hierbei werden auf einem konventionellen Schotterbett Rahmenschwellen verlegt, die aus zwei langen Auflagerbalken mit je einer Querschwelle an jedem Ende bestehen. Die Schienen werden mit gewöhnlichen Befestigungsmitteln auf den Querschwellen befestigt. Auf den Auflagern sind elastische Zwischenlagen verlegt. Der Abstand der einzelnen Rahmenschwellen zueinander ist sehr klein, so dass die Schienen quasi kontinuierlich aufliegen.
Das Rahmen-Schwellen-Gleis ist etwas teurer als konventioneller Oberbau, aber günstiger als die Feste Fahrbahn.